# Novi kršćanin
Novi kršćanin (šp. Cristiano nuevo; port. Cristão novo) je termin koji su na tlu današnje Španjolske i Portugala u doba Rekonkviste dobivale osobe židovske ili muslimanske vjere koje su se pokrstile i prešle u kršćanstvo, kao i njihovi potomci. Ponekad se taj naziv protezao na više generacija nakon pretvorbe. Ovaj koncept novog kršćanina stoji u izravnoj suprotnosti s konceptom starog kršćanina (šp. cristiano viejo; port. Cristãos velhos), to jest, osobe čiji su preci bili kršćani. U praksi, da bi netko dokazao da je stari kršćanin (što se često tražilo da bi se na primjer, imao pristup određenim zanimanjima), trebalo je podnijeti na uvid sedam krsnih listova - svoju, svojih roditelja i djedova i s majčine i s očeve strane.

## Čistoća krvi
Tijekom srednjeg vijeka događala su se vjerska preobraćenja kao rezultat fizičkog, ekonomskog i društvenog pritiska. U 14. stoljeću, neprijateljsko raspoloženje prema Židovima je bilo specijalno veliko i kulminiralo je u neredima 1391. godine koji su se odigrali u Sevilli i drugim gradovima. U ovim neredima židovske četvrti su bile potpuno uništene a mnogi Židovi pobijeni, što je potaknulo mnoge preživjele Židove na pokrštavanje iz straha za goli život. Ovaj tip obraćenja se provlačio kroz cijelo 15. stoljeće. Za razliku od drugih iberijskih kraljevstava, Portugal nije doživio pobune ovakvih dimenzija. Populacija novih kršćana je u Portugalu naglo porasla nakon prislinog preobraćenje 1497.
Naziv "novi kršćanin" se prije svega primjenjivao na one obitelji koje su bile prisiljene na pokrštavanje, kao na primjer Židovi počevši od pogroma 1391. Ovi pokrštenici nisu uživali povjerenje kršćanske zajednice i crkve i bili su stalno pod sumnjom da u tajnosti i dalje prakticiraju svoju staru vjeru (kriptojudaizam), što je u suštini u većini slučaja bilo i točno. Oni novi kršćani koji su u tajnosti prakticirali svoju staru religiju nazivali su se pogrdnim imenom Maranosi, što na španjolskom znači "svinje".
"Čistoća krvi" ili "nemješana krv" koja se pripisivala tzv. starim kršćanima bila je, u suštini, ideja bez mnogo osnova. Ako izuzmemo stanovništvo u najsjeverniji dijelovima Iberijskog poluotoka, gotovo da je nemoguće da je postojao neki stanovnik poluotoka koji nije imao nekog pretka muslimanske ili židovske vjeroispovijesti. U doba Rekonkviste kad bi jedan grad bio osvojen, često se dešavalo da je stanovništvo vjeroispovijesti gubitnika bježalo u egzodusima i ostavljalo grad skoro pust, da bi ga pobjednici ponovno naselili stanovništvom vlastite vjeroispovijesti. Međutim, i pored ovog običaja, stanovnici Al-Andalusa, mahom muslimani, uglavnom su na kraju prelazili u kršćanstvo i prilagođavali se društvu kršćanskih osvajača, na isti način kako su to stoljećima ranije učinili kršćani nakon arapskog osvajanja poluotoka u 8. stoljeću. Razlika između starih i novih kršćana, prema tome, nalazi se u tome što su novi kršćani plod posljednjih prisilnih konverzija koje su činile dio politike religijske jedoobraznosti poluotoka koje su započeli katolički kraljevi.
Nasilno pokrštavanje je bilo neophodno kako bi španjolska inkvizicija (osnovana 1478. godine samo zbog novih kršćana) mogla djelovati protiv novih kršćana, jer je Inkvizicija službeno progonila samo herezu unutar kršćanske vjere, što židovi i muslimani nisu bili jer su pripadali drugim vjeroispovijestima. Ovako pokrštene, mogli su ih progoniti zbog nepoštivanja kršćanske vjere kojoj su službeno pripadali.

## Židovi i muslimani
Drugi veliki problem su bili moriscosi, čija je situacija bila drugačija. Nisu bili razasuti po svim gradovima diljem poluotoka kao pokršteni Židovi, već su bili koncentrirani u seoskim sredinama i bili uglavnom kmetovi koji su ovisili od svojih feudalnih gospodara kako bi se jamčio njihov podređeni položaj, što na kraju nije bilo ispunjeno. Iako je bilo vrlo teško širiti među njima kršćanstvo, mnogi moriscosi od onih koji su sudjelovali u tzv. Ratu u Alpuharasu sredinom 16. stoljeća bili su iskreni kršćani ili ga se barem nisu odrekli nakon prisilnog krštenja kojem su bili podvrgnuti njihovi djedovi nakon prvog protjerivanja 1502., međutim, vratili su se u islam zahvaljujući zlostavljanjima kojima su bili podvrgnuti od strane vlasti. Kada se dekretom proglasilo novo protjerivanje moriskosa 1610. godine, mnogi od njih su bili iskreni kršćani koji su se vratili na islam kad su stigli u zemlje gdje su bili protjerani, kako bi se mogli lakše uklopiti.

## Položaj u društvu
Biti novi kršćanin je u španjolskom društvu značilo biti obilježen do kraja života. Mnogi su pokušavali da se oslobode ovog marginaliziranog položaja i sakriju svoje "novokršćansko" podrijetlo krivotvorenjem krsnih listova i stupanjem u crkvenu službu ili čak i samu inkviziciju. Ovakvo stanje je trajalo skoro do 20. stoljeća: krajem 19. stoljeća, jednom novaku s Mallorce "Cueto" (ovo ime se davalo članovima grupe koja se identificirala kao "židovska", iako je stoljećima ispovijedala katolicizam) bilo je zabranjeno   zarediti se   zato što je navodno bio novi kršćanin. Sve do sredine 20. stoljeća, xuete su imale problema iz istih razloga pri ulasku u vjerske institucije i škole. Isto kao što se desilo i s moriscosima, mnogi čuete su počeli se interesuju za judaizam, religiju koja im je totalno bila strana, a 1959. godine 30 obitelj xueta se iselilo za Izrael.